# Mercedes-Benz OM 602
OM 602 er betegnelsen for en dieselmotor fra Mercedes-Benz med 5 cylindre.
Med omdøbningen af W124 til E-klasse i 1993, blev sugeudgaverne af OM 602 og den 6-cylindrede OM 603 afløst af de nye OM 605 og 606 med hhv. 5 og 6 cylindre og 4 ventiler pr. cylinder, mens turboudgaverne af OM 602 og 603 fortsatte med 2 ventiler pr. cylinder.
Med introduktionen af den nye E-klasse (W210 i 1994 fik OM 602 direkte indsprøjtning og fandtes fremover kun i denne ene turboladede udgave med 95 kW. Denne motor blev også brugt i Mercedes-Benz Sprinter.

## Tekniske data
|                                              | OM 602.911                     | OM 602.912                     | OM 602.962                                 | OM 602.982                                   |
| -------------------------------------------- | ------------------------------ | ------------------------------ | ------------------------------------------ | -------------------------------------------- |
| Antal cylindre                               | 5 i række                      | 5 i række                      | 5 i række                                  | 5 i række                                    |
| Antal knastaksler (overliggende, kædedrevne) | 1                              | 1                              | 1                                          | 1                                            |
| Antal ventiler pr. cylinder (total)          | 2 (10)                         | 2 (10)                         | 2 (10)                                     | 2 (10)                                       |
| Slagvolumen (cm3)                            | 2497                           | 2497                           | 2497                                       | 2874                                         |
| Boring (mm)                                  | 87,0                           | 87,0                           | 87,0                                       | 89,0                                         |
| Slaglængde (mm)                              | 84,0                           | 84,0                           | 84,0                                       | 92,0                                         |
| Kompressionsforhold                          | 22,0:1                         | 22,0:1                         | 22,0:1                                     | 19,5:1                                       |
| Max. effekt kW (HK) ved/ O pr min            | 66 (90) / 4600                 | 69 (94) / 4600                 | 90 (122) / 4600                            | 95 (129) / 4000                              |
| Moment Nm ved/ O pr min                      | 154 / 2800                     | 158 / 2600-3100                | 225 / 2400                                 | 300 / 2000                                   |
| Fødesystem                                   | Indirekte i forkamre, mekanisk | Indirkete i forkamre, mekanisk | Indirekte i forkamre, mekanisk, turbolader | Direkte elektronisk, turbolader, intercooler |
| Oliekapacitet (liter)                        | 7,0                            | 7,0                            | 7,5                                        | 7,0                                          |
| Modeller                                     | 190 (W201)                     | W124                           | 190 (W201)                                 | E-klasse (W210), Sprinter                    |